# Sanciome
Sanciome is een historisch merk van motorfietsen.
Dit was een Italiaans merk dat in elk geval in 1901 een gemotoriseerde fiets maakte met een bijzondere constructie: Er was een eencilinder motortje aan de voorste framebuis gehangen met een kettingaandrijving naar achteren. Deze ketting ging echter niet naar het wiel, maar naar een rol die onder het zadel was gemonteerd en zo het achterwiel aandreef. Daardoor kon de normale ketting nog steeds gebruikt worden om te fietsen.